# Медвинська волость
Медвинська волость — історична адміністративно-територіальна одиниця Канівського повіту Київської губернії з центром у містечку Медвин.
Станом на 1886 рік складалася з 6 поселень, 7 сільських громад. Населення — 11017 осіб (5516 чоловічої статі та 5501 — жіночої), 1707 дворових господарств.
|                     | Площа, десятин | У тому числі орної, дес. |
| ------------------- | -------------- | ------------------------ |
| Сільських громад    | 8085           | 4847                     |
| Приватної власності | 4961           | 3078                     |
| Казенної власності  | 168            | 158                      |
| Іншої власності     | 310            | 208                      |
| Загалом             | 13524          | 8291                     |

Основні поселення волості:
- Медвин — колишнє власницьке містечко за 72 версти від повітового міста, 6414 осіб, 1165 дворів, 2 православні церкви, єврейський молитовний будинок, школа, 3 постоялих двори, 3 постоялих будинки, 14 лавок. За 2 версти — цегельний завод.
- Бране Поле — колишнє власницьке село, 853 особи, 121 двір, православна церква, школа, поштова станція, 3 постоялих будинки.
- Дибинці — колишнє власницьке село при річці Рось, 1415 осіб, 218 дворів, православна церква, школа, 3 постоялих будинки.
- Красногородка — колишнє власницьке село при річці Боярка, 393 особи, 60 дворів, православна церква, школа, 2 постоялих будинки.

Старшинами волості були:
- 1909—1913 роках — Феодор Михайлович Марушевський[2],[3],[4],[5];
- 1915 року — Йосип Хоха[6].